# Villa Aldobrandini (Frascati)
Villa Aldobrandini (conosciuta anche come Villa Belvedere) è una delle dodici Ville Tuscolane.
Sorge su un'altura panoramica che sovrasta l'ingresso alla cittadina di Frascati, e vanta una storia plurisecolare divisa tra importanti famiglie e papato. Fu costruita per il cardinale Pietro Aldobrandini, nipote del Papa Clemente VIII su un edificio preesistente del 1550 del medico Pierantonio Contugi, e passato di mano a vari personaggi fino al Mons. Paolo Capranica che morì nel 1597. Acquisita la proprietà da parte della Reverenda Camera Apostolica, fu donata dal Papa al nipote cardinale. 

## Descrizione
I lavori di costruzione della villa si devono al Cardinale Pietro Aldobrandini, essi richiesero quattro anni, dal 1598 al 1602; la fece edificare sul terreno dello zio Papa Clemente VIII come ricompensa per aver riportato la città di Ferrara tra i possedimenti della Chiesa. I lavori furono diretti dall'architetto Giacomo della Porta, alla cui morte nel 1602 successivamente completati dagli architetti Carlo Maderno e Giovanni Fontana, ai quali si devono il Teatro d'Acqua, i terrazzamenti ed i complessi sistemi idraulici di cui sono dotati i giardini.
Originariamente la struttura fungeva da villa di rappresentanza ed in seguito alla morte del Cardinale passò nelle mani della nipote Olimpia Aldobrandini; nel 1683 venne acquisita da Giovanni Battista Pamphili; nel 1760 divenne possesso dei Borghese, fino a tornare nel 1837 nuovamente nelle mani della famiglia Aldobrandini, che ne sono tuttora i proprietari.
La residenza si estende su quattro piani divisi in sale di rappresentanza e stanze adibite ai servizi. Gli ornamenti e le decorazioni simboleggiavano la grandezza del Cardinale, come riportano le iscrizioni in lingua latina lunga la cornice della facciata o le Colonne d'Ercole presenti nel ninfeo (opera di Jacques Sarraizin).
Sull'ingresso della villa nella piazza principale di Frascati, il monumentale ingresso dell'architetto Carlo Francesco Bizzaccheri del XVIII secolo.
All'interno il piano nobile presenta affreschi biblici del Cavalier d'Arpino, nel salone centrale emergono il camino monumentale ed il busto di bronzo del Cardinale (opera di Taddeo Landini).
Al terzo piano è presente la cappella decorata in stucchi dorati in stile seicentesco, il tutto ornato da decorazioni e affreschi realizzati dal pittore Annesio de Barba da Massa Carrara.
Accanto al ninfeo la cappella dedicata a San Sebastiano, mentre a destra del ninfeo sorge la Stanza del Parnaso, con affreschi del Domenichino e del Passignano, arricchita dalla presenza dell'organo ad acqua realizzato da Giovanni Guglielmi, Giovanni Anguilla e Jacques Sarrazin.
Di notevole pregio il Teatro delle Acque di Carlo Maderno e Orazio Olivieri.
Nel 1668 vi ebbe luogo la prima assoluta di La Circe di Alessandro Stradella.
La Villa è proprietà privata della Famiglia Aldobrandini, pertanto l’interno del palazzo è chiuso al pubblico. È possibile visitare il parco rivolgendosi all’ufficio di Informazione e Accoglienza Turistica di Frascati.

## Galleria d'immagini

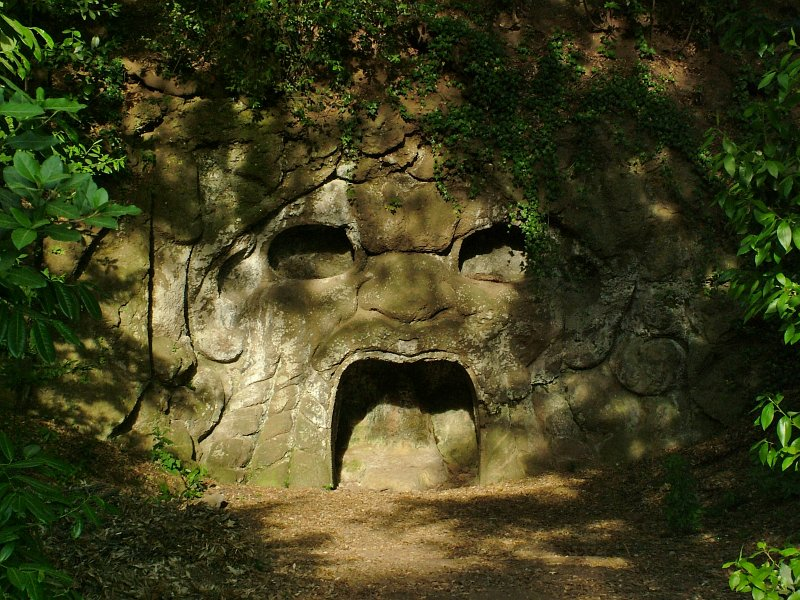
Mostro scolpito nella roccia del giardino Aldobrandini
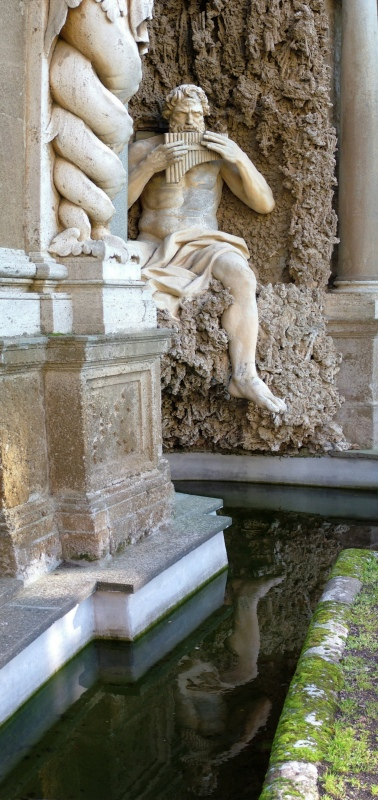
Polyphemus (Jacques Sarazin, 1621 circa)
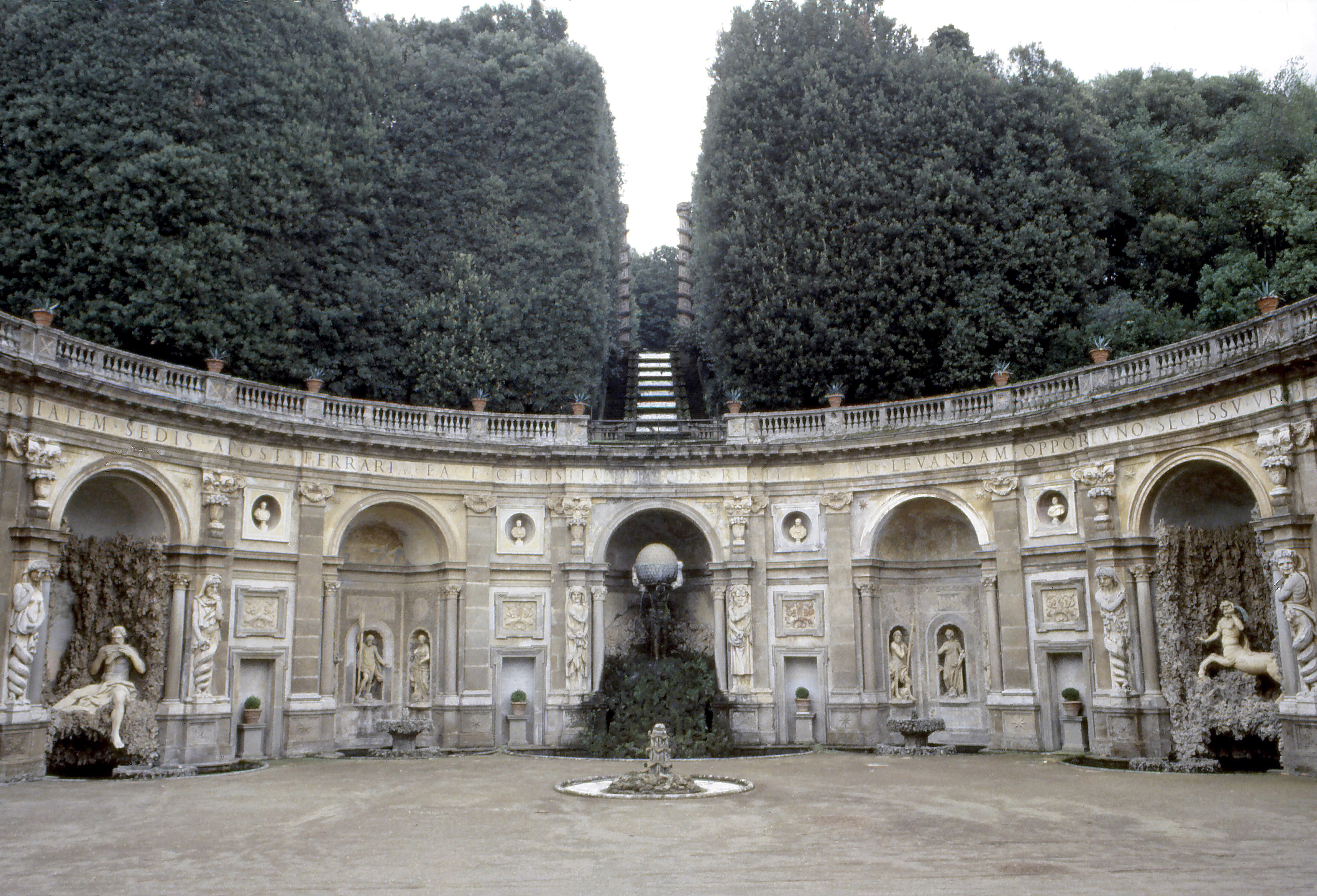
Veduta Teatro delle Acque